# Pronomopsis chalybea
Pronomopsis chalybea är en tvåvingeart som beskrevs av Hermann 1912. Pronomopsis chalybea ingår i släktet Pronomopsis och familjen rovflugor. Inga underarter finns listade i Catalogue of Life.